# Hermonassa macrothylex
Hermonassa macrothylex là một loài bướm đêm trong họ Noctuidae.